# Ferskenpileurt
Ferskenpileurt (Persicaria maculosa), også skrevet Fersken-Pileurt, er en 30-80 cm høj urt, der vokser på åben, næringsrig og ofte fugtig bund. Planten har spredt sig over store dele af den nordlige halvkugle.

## Beskrivelse
Ferskenpileurt er en enårig, urteagtig plante med en opstigende vækst. Stænglerne er glatte og runde i tværsnit. Bladene er spredtstillede og lancetformede med hel og lidt bølget rand. Oversiden er græsgrøn, glat og bærer ofte en mørk, næsten sort plet. Undersiden er en smule lysere.
Blomstringen sker i juli-oktober, hvor man kan finde blomsterne siddende samlet i kompakte, cylindriske aks fra bladhjørnerne. De enkelte blomster er 4- eller 5-tallige med rosenrøde kronblade. Frugterne er blanke og linseformede nødder.
Rodnettet består af en kraftig pælerod og et tæt filt af siderødder.
Højde x bredde og årlig tilvækst: 0,75 x 0,75 m (75 x 75 cm/år).

## Voksested
Arten er udbredt i alle dele af den nordlige halvkugle, for selv om den egentlig stammer fra Asien og Europa, er den nu naturaliseret i hele Nordamerika. Den foretrækker lysåbne og fugtige jorde med et højt indhold af humus og mineralsk næring. Dette har givet den gode betingelser på dyrket og opgivet jord, men i øvrigt findes den på ruderater, langs vejkanter og ved grøfter og vandløb. Den er almindelig i Danmark.
På banelegemerne i og omkring Braunschweig finde den sammen med bl.a. agersnerle, agerstedmoderblomst, alm. brandbæger, alm. brunelle, alm. fuglegræs, korsknap, alm. rajgræs, butbladet skræppe, engrapgræs, fløjlsgræs, glat vejbred,hvidkløver, hyrdetaske, liden nælde, rød tvetand, sort natskygge, storkronet ærenpris og vejpileurt.
| Portal | Portal:Botanik |

## Note
1. ↑  bib1lp1.rz.tu-bs.de: Dietmar Brandes: Die Flora der Stadtbahn von Braunschweig (tysk)